# Lương Duyên
Lương Duyên (sinh ngày 17 tháng 3, 1958) là một nữ nghệ sĩ chèo, được phong tặng nghệ sĩ ưu tú năm 1997 và nghệ sĩ nhân dân năm 2011, là Giám đốc Nhà hát Chèo Hà Nam.

## Tiểu sử sự nghiệp
Lương Duyên tên thật là Nguyễn Thị Duyên, sinh ra và lớn lên ở xã Đinh Xá, Bình Lục, Hà Nam.
Năm 1974, khi vừa tròn 16 tuổi, bà vào làm công nhân may mặc Xí nghiệp 27-7. Sau 4 năm làm công nhân, năm 1978 bà quyết định thi và đã trúng tuyển làm diễn viên Đoàn chèo Nam Hà khi vừa tròn 20 tuổi.
Sau nhiều lần thay đổi từ đoàn chèo Nam Hà, rồi đến đoàn chèo Hà Nam Ninh, đến năm 1997, khi tỉnh Hà Nam được tái lập, đoàn lại trở về với cái tên Đoàn Nghệ thuật Chèo Hà Nam,.
Hiện bà đang là Giám đốc Nhà hát Chèo Hà Nam tại Thành phố Phủ Lý, Hà Nam.
Với giọng hát chèo mượt mà, đằm thắm. Một diễn xuất tài tình, nên bà giành được nhiều sự mến mộ của không ít khán giả và đồng nghiệp của các Nhà hát và đoàn khác.
Bà đoạt nhiều thành tích trong hoạt động nghệ thuật, và các giải thưởng cao trong các kỳ hội diễn.

## Đánh giá
| “              | Chị đã "mê" đến "dại" đi vì chèo. | ” |
| — Mai Văn Lạng |                                   |   |

## Thành tích
- Năm 1981, sau 3 năm hoạt động nghệ thuật, bà đoạt giải B, một trong những giải thưởng lớn tại Cuộc thi giọng hát chèo hay toàn quốc tại tỉnh Thái Bình;
- Năm 1990, đoạt Huy chương Vàng vai chị Quý trong vở "Anh lái đò sông Vị"; Hội diễn sân khấu chèo toàn quốc tại Thái Bình.
- Năm 1992, giành Huy chương Bạc trong Cuộc thi giọng hát chèo hay toàn quốc tại Hải Dương;
- Năm 1993, giành Huy chương Vàng trong vai bà Chài trích đoạn "Vợ chồng thuyền chài"; Hội thi các trích đoạn chèo hay toàn quốc tại Ninh Bình.
- Năm 1994, đoạt Huy chương Vàng vai cô Nhài trong vở "Thi sĩ từ quan";
- Tại Hội diễn sân khấu chuyên nghiệp toàn quốc năm 1995, giành Huy chương Vàng và giải diễn viên tài sắc, trong vai Hồng Hoa vở "Chàng mãi võ và cô hàng quạt".
- Năm 1996, giành Huy chương Vàng cho vai cô Hương trong vở "Vòng tay cuộc đời".
- Năm 1997, Lương Duyên vinh dự được nhà nước phong tặng danh hiệu Nghệ sĩ Ưu tú.
- Huy chương Bạc vai Thị Nở trong vở "Tỉnh rượu lúc tàn canh" - Hội diễn sân khấu chuyên nghiệp toàn quốc năm 2000 tại Nam Định.
- Huy chương Vàng vai Suý Vân vở "Súy Vân giả dại" tại Liên hoan sân khấu chèo truyền thống toàn quốc tại Quảng Ninh năm 2001.
- Huy chương Bạc vai Bà Lộc trong vở "Hoa đồng nội" tại Hội diễn sân khấu chuyên nghiệp toàn quốc năm 2005 tại Quảng Ninh.
- Năm 2009, tại Hội diễn sân khấu chèo chuyên nghiệp toàn quốc tổ chức tại Quảng Ninh, giành Huy chương Vàng cho vai cô giáo Nhung trong vở "Đợi đến mùa xuân", do Trần Đình Văn chuyển thể từ kịch bản cùng tên của tác giả Xuân Trình;
- Năm 2010, Lương Duyên đoạt danh hiệu chiến sĩ thi đua tỉnh Hà Nam và được Thủ tướng Chính phủ tặng bằng khen.
- Năm 2011, Lương Duyên tiếp tục dành thêm một huy chương vàng cho vai diễn "Bà Hiền" trong vở chèo "Cõi Thiêng".
- Năm 2012, bà vinh dự được nhà nước phong tặng danh hiệu Nghệ sĩ Nhân dân ở đợt xét tặng thứ 7 năm 2011.